# Discographie de M. Pokora
La discographie de M. Pokora, chanteur de RnB français et de pop française, comprend l'ensemble des disques publiés au cours de sa carrière solo, en commençant par le premier (M. Pokora) sorti en 2004 jusqu'à son dernier opus (Adrénaline) sorti en 2025. Ce sont donc treize albums au total. Des autres albums studio en collectifs, dont un sorti avec le groupe Linkup en 2003 et un au sein de la comédie musicale Robin des Bois - Ne renoncez jamais en 2013, des compilations et participations dont par exemple le 2e album de Raï N'B Fever ou même bien les albums des Enfoirés... et une trentaine de singles qui composent cette discographie.

## Albums studio
| Année | Album                     | Information                      | Classement des ventes | Classement des ventes | Classement des ventes | Classement des ventes | Classement des ventes | Classement des ventes | Classement des ventes | Ventes  | Certification                               |
| Année | Album                     | Information                      | FR                    | FR TL                 | BEL Wa.               | BEL Fl.               | SUI                   | SUI Rom.              | POL                   | Ventes  | Certification                               |
| ----- | ------------------------- | -------------------------------- | --------------------- | --------------------- | --------------------- | --------------------- | --------------------- | --------------------- | --------------------- | ------- | ------------------------------------------- |
| 2004  | M. Pokora                 | Date de sortie : 2 novembre 2004 | 21                    | —                     | 28                    | —                     | —                     | —                     | —                     | 180 000 | - France : Or                               |
| 2006  | Player                    | Date de sortie : 23 janvier 2006 | 1                     | 2                     | 8                     | —                     | 37                    | —                     | —                     | 210 000 | - France : Platine                          |
| 2008  | MP3                       | Date de sortie : 24 mars 2008    | 7                     | 10                    | 6                     | —                     | 32                    | —                     | 22                    | 85 000  | - France : Or                               |
| 2010  | Mise À Jour               | Date de sortie : 23 août 2010    | 4                     | 4                     | 7                     | —                     | 65                    | 12                    | —                     | 230 000 | - France : 2 × Platine                      |
| 2012  | À La Poursuite Du Bonheur | Date de sortie : 19 mars 2012    | 2                     | 2                     | 2                     | —                     | 12                    | 2                     | —                     | 380 000 | - France : 3 × Platine - Belgique : Platine |
| 2015  | R.E.D                     | Date de sortie : 2 février 2015  | 1                     | 1                     | 1                     | 67                    | 4                     | 1                     | —                     | 280 000 | - France : 2 × Platine - Belgique : Or      |
| 2016  | My Way                    | Date de sortie : 21 octobre 2016 | 1                     | 1                     | 1                     | 107                   | 7                     | 2                     | —                     | 610 000 | - France : Diamant - Belgique : Platine     |
| 2019  | Pyramide                  | Date de sortie : 11 avril 2019   | 1                     | 1                     | 1                     | 123                   | 8                     | 2                     | —                     | 350 000 | - France : 3 × Platine - Belgique : Or      |
| 2022  | Épicentre                 | Date de sortie : 4 novembre 2022 | 2                     | 2                     | 1                     | —                     | 88                    | —                     | —                     | 80 000  | - France : Or                               |
| 2025  | Adrénaline                | Date de sortie : 21 mars 2025    | 1                     | 1                     | 3                     | —                     | 54                    | —                     | —                     |         |                                             |

Au sein du groupe Linkup
| Année | Album        | Information                    | Classement des ventes | Classement des ventes | Classement des ventes | Ventes  | Certification     |
| Année | Album        | Information                    | FR                    | BEL Wa.               | SUI                   | Ventes  | Certification     |
| ----- | ------------ | ------------------------------ | --------------------- | --------------------- | --------------------- | ------- | ----------------- |
| 2003  | Notre Étoile | Date de sortie : novembre 2003 | 3                     | 21                    | 53                    | 200 000 | - France : 2 × Or |

Au sein du troupe Robin des Bois

## Albums live
| Année | Album              | Information                       | Classement des ventes | Classement des ventes | Classement des ventes | Classement des ventes | Ventes  | Certification |
| Année | Album              | Information                       | FR                    | BEL Wal.              | SUI                   | SUI Rom.              | Ventes  | Certification |
| ----- | ------------------ | --------------------------------- | --------------------- | --------------------- | --------------------- | --------------------- | ------- | ------------- |
| 2013  | ALPDB Live À Bercy | Date de sortie : 4 mars 2013      | 1                     | 2                     | —                     | —                     | 100 000 | - France : Or |
| 2016  | R.E.D Tour Live    | Date de sortie : 22 avril 2016    | 2                     | 4                     | —                     | —                     | 40 000  |               |
| 2017  | My Way Tour Live   | Date de sortie : 10 novembre 2017 | 5                     | 4                     | 44                    | 7                     | 55 000  | - France : Or |

## Singles

### Années 2000
| Année | Titre                                             | Classement des ventes | Classement des ventes | Classement des ventes | Classement des ventes | Classement des ventes | Classement des ventes | Classement des ventes | Classement des ventes | Classement des ventes | Classement des ventes | Classement des ventes | Classement des ventes | Ventes françaises | Certification      | Album        |
| Année | Titre                                             | FR                    | FR TL                 | BEL Wa                | SUI                   | SUI Rom.              | SUE                   | ALL                   | FIN                   | MAL                   | TUR                   | POL                   | R-T                   | Ventes françaises | Certification      | Album        |
| ----- | ------------------------------------------------- | --------------------- | --------------------- | --------------------- | --------------------- | --------------------- | --------------------- | --------------------- | --------------------- | --------------------- | --------------------- | --------------------- | --------------------- | ----------------- | ------------------ | ------------ |
| 2003  | Mon étoile (au sein du groupe Linkup)             | 1                     | —                     | 21                    | 11                    | —                     | —                     | —                     | —                     | —                     | —                     | —                     | —                     | 310 000           | - France : Or      | Notre Étoile |
| 2004  | Une seconde d'éternité (au sein du groupe Linkup) | 20                    | —                     | —                     | 77                    | —                     | —                     | —                     | —                     | —                     | —                     | —                     | —                     | 60 000            |                    | Notre Étoile |
| 2004  | Showbiz (The Battle)                              | 10                    | —                     | 12                    | 19                    | —                     | —                     | —                     | —                     | —                     | —                     | —                     | —                     | 110 000           | - France : Or      | M. Pokora    |
| 2005  | Elle me contrôle (feat. Sweety)                   | 6                     | —                     | 11                    | 23                    | —                     | —                     | —                     | —                     | —                     | —                     | —                     | —                     | 130 000           | - France : Platine | M. Pokora    |
| 2005  | Pas sans toi                                      | 4                     | —                     | 4                     | 35                    | —                     | —                     | —                     | —                     | —                     | —                     | —                     | —                     | 160 000           | - France : Or      | M. Pokora    |
| 2006  | De retour (feat. Tyron Carter)                    | 6                     | —                     | 11                    | —                     | —                     | —                     | —                     | —                     | —                     | —                     | —                     | —                     | 100 000           |                    | Player       |
| 2006  | It's Alright (feat. Ricky Martin)                 | 4                     | 13                    | 11                    | 18                    | —                     | —                     | —                     | —                     | —                     | —                     | —                     | —                     | 120 000           | - France : Platine | Player       |
| 2006  | Oh la la la (Sexy Miss) (feat. Red Rat)           | 21                    | —                     | 37                    | —                     | —                     | —                     | —                     | —                     | —                     | —                     | —                     | —                     | 50 000            |                    | Player       |
| 2006  | Mal de guerre                                     | 10                    | —                     | 19                    | 78                    | —                     | —                     | —                     | —                     | —                     | —                     | —                     | —                     | 65 000            |                    | Player       |
| 2008  | Dangerous (feat. Timbaland & Sebastian)           | 1                     | 19                    | 2                     | 28                    | —                     | 15                    | 32                    | 16                    | 10                    | 18                    | 11                    | 32                    | 60 000            |                    | MP3          |
| 2008  | They Talk Shit About Me (feat. Natalia Kills)     | 24                    | —                     | —                     | —                     | —                     | —                     | —                     | —                     | —                     | —                     | 23                    | —                     | 15 000            |                    | MP3          |
| 2008  | Catch Me If You Can                               | —                     | —                     | —                     | —                     | —                     | —                     | —                     | —                     | —                     | —                     | 11                    | —                     | —                 |                    | MP3          |
| 2008  | Through the Eyes                                  | —                     | —                     | —                     | —                     | —                     | —                     | —                     | —                     | —                     | —                     | 31                    | —                     | —                 |                    | MP3          |

### Années 2010
| Année               | Titre                          | Classement des ventes | Classement des ventes | Classement des ventes | Classement des ventes | Classement des ventes | Classement des ventes | Classement des ventes | Classement des ventes | Classement des ventes | Classement des ventes | Classement des ventes | Classement des ventes | Ventes françaises | Certification      | Album                     |
| Année               | Titre                          | FR                    | FR TL                 | BEL Wa                | SUI                   | SUI Rom.              | SUE                   | ALL                   | FIN                   | MAL                   | TUR                   | POL                   | R-T                   | Ventes françaises | Certification      | Album                     |
| ------------------- | ------------------------------ | --------------------- | --------------------- | --------------------- | --------------------- | --------------------- | --------------------- | --------------------- | --------------------- | --------------------- | --------------------- | --------------------- | --------------------- | ----------------- | ------------------ | ------------------------- |
| 2010                | Juste une photo de toi         | 44                    | 13                    | 27                    | 75                    | —                     | —                     | —                     | —                     | —                     | —                     | —                     | —                     | 100 000           |                    | Mise à Jour               |
| 2010                | Mirage / Oblivion              | 64                    | —                     | —                     | —                     | —                     | —                     | —                     | —                     | —                     | —                     | —                     | —                     | 10 000            |                    | Mise à Jour               |
| 2011                |                                |                       |                       |                       |                       |                       |                       |                       |                       |                       |                       |                       |                       |                   |                    | Mise à Jour               |
| À nos actes manqués | 8                              | 14                    | 16                    | —                     | —                     | —                     | —                     | —                     | —                     | —                     | —                     | —                     | 115 000               |                   |                    | Mise à Jour               |
| Finally Found Ya    | —                              | —                     | —                     | —                     | —                     | —                     | —                     | —                     | —                     | —                     | —                     | —                     | —                     |                   |                    | Mise à Jour               |
| En attendant la fin | 24                             | 22                    | 31                    | —                     | —                     | —                     | —                     | —                     | —                     | —                     | —                     | —                     | 30 000                |                   |                    | Mise à Jour               |
| 2012                | Juste un instant               | 18                    | 18                    | 6                     | 57                    | 13                    | —                     | —                     | —                     | —                     | —                     | —                     | —                     | 50 000            |                    | À La Poursuite Du Bonheur |
| 2012                | On est là                      | 38                    | 38                    | 42                    | —                     | —                     | —                     | —                     | —                     | —                     | —                     | —                     | —                     | 20 000            |                    | À La Poursuite Du Bonheur |
| 2012                | Merci d'être                   | 55                    | 55                    | —                     | —                     | —                     | —                     | —                     | —                     | —                     | —                     | —                     | —                     | 10 000            |                    | À La Poursuite Du Bonheur |
| 2012                | Si tu pars                     | 137                   | 137                   | —                     | —                     | —                     | —                     | —                     | —                     | —                     | —                     | —                     | —                     | 10 000            |                    | À La Poursuite Du Bonheur |
| 2012                | Envole-moi (avec Tal)          | 5                     | 5                     | 7                     | 39                    | 10                    | —                     | —                     | —                     | —                     | —                     | —                     | —                     | 115 000           |                    | À La Poursuite Du Bonheur |
| 2013                | Le jour qui se rêve            | 22                    | 22                    | 40                    | —                     | —                     | —                     | —                     | —                     | —                     | —                     | —                     | —                     | 30 000            |                    | Robin Des Bois            |
| 2013                | À nous                         | —                     | —                     | —                     | —                     | —                     | —                     | —                     | —                     | —                     | —                     | —                     | —                     | —                 |                    | Robin Des Bois            |
| 2013                | J'attendais                    | 131                   | 131                   | —                     | —                     | —                     | —                     | —                     | —                     | —                     | —                     | —                     | —                     | —                 |                    | Robin Des Bois            |
| 2014                | On danse                       | 16                    | 16                    | 26                    | —                     | —                     | —                     | —                     | —                     | —                     | —                     | —                     | —                     | 20 000            |                    | R.E.D                     |
| 2014                | Le Monde                       | 15                    | 15                    | 24                    | —                     | —                     | —                     | —                     | —                     | —                     | —                     | —                     | —                     | 50 000            |                    | R.E.D                     |
| 2015                | Mieux que nous (feat. Soprano) | 29                    | 29                    | 50                    | —                     | —                     | —                     | —                     | —                     | —                     | —                     | —                     | —                     | 50 000            |                    | R.E.D                     |
| 2015                | Voir la nuit s'emballer        | 104                   | 104                   | —                     | —                     | —                     | —                     | —                     | —                     | —                     | —                     | —                     | —                     | 15 000            |                    | R.E.D                     |
| 2016                | Cette année-là                 | 7                     | 7                     | —                     | —                     | —                     | —                     | —                     | —                     | —                     | —                     | —                     | —                     | 80 000            | - France : Or      | My Way                    |
| 2016                | Belinda                        | 43                    | 43                    | —                     | —                     | —                     | —                     | —                     | —                     | —                     | —                     | —                     | —                     |                   |                    | My Way                    |
| 2016                | Comme d'habitude               | 80                    | 80                    | —                     | —                     | —                     | —                     | —                     | —                     | —                     | —                     | —                     | —                     |                   |                    | My Way                    |
| 2017                | Alexandrie Alexandra           | 128                   | 128                   | —                     | —                     | —                     | —                     | —                     | —                     | —                     | —                     | —                     | —                     |                   |                    | My Way                    |
| 2017                | Toi et le Soleil               | —                     | —                     | —                     | —                     | —                     | —                     | —                     | —                     | —                     | —                     | —                     | —                     |                   |                    | My Way                    |
| 2019                | Les Planètes                   | 3                     | 3                     | 2                     | —                     | 5                     | —                     | —                     | —                     | —                     | —                     | —                     | —                     |                   | - France : Platine | Pyramide                  |
| 2019                | Ouh na na                      | 60                    | 60                    | —                     | —                     | —                     | —                     | —                     | —                     | —                     | —                     | —                     | —                     |                   |                    | Pyramide                  |
| 2019                | Tombé                          | 4                     | 4                     | 4                     | —                     | 11                    | —                     | —                     | —                     | —                     | —                     | —                     | —                     |                   | - France : Platine | Pyramide                  |
| 2019                | Si t'es pas là                 | 22                    | 22                    | 10                    | —                     | —                     | —                     | —                     | —                     | —                     | —                     | —                     | —                     |                   | - France : Or      | Pyramide                  |

### Années 2020
| Année | Titre                                  | Classement des ventes | Classement des ventes | Classement des ventes | Classement des ventes | Classement des ventes | Classement des ventes | Classement des ventes | Classement des ventes | Classement des ventes | Classement des ventes | Classement des ventes | Classement des ventes | Ventes françaises | Certification | Album             |
| Année | Titre                                  | FR                    | FR TL                 | BEL Wa                | SUI                   | SUI Rom.              | SUE                   | ALL                   | FIN                   | MAL                   | TUR                   | POL                   | R-T                   | Ventes françaises | Certification | Album             |
| ----- | -------------------------------------- | --------------------- | --------------------- | --------------------- | --------------------- | --------------------- | --------------------- | --------------------- | --------------------- | --------------------- | --------------------- | --------------------- | --------------------- | ----------------- | ------------- | ----------------- |
| 2020  | Danse avec moi                         | 149                   | 149                   | 45                    | —                     | —                     | —                     | —                     | —                     | —                     | —                     | —                     | —                     |                   |               | Pyramide Épilogue |
| 2020  | Si on disait                           | 58                    | 58                    | 78                    | —                     | 7                     | —                     | —                     | —                     | —                     | —                     | —                     | —                     |                   | - France : Or | Pyramide Épilogue |
| 2020  | S'en aller                             | —                     | —                     | 34                    | —                     | —                     | —                     | —                     | —                     | —                     | —                     | —                     | —                     |                   |               | Pyramide Épilogue |
| 2022  | Qui on est                             | 163                   | 163                   | 21                    | —                     | —                     | —                     | —                     | —                     | —                     | —                     | —                     | —                     |                   | - France : Or | Épicentre         |
| 2022  | Déjà volé                              | —                     | —                     | 56                    | —                     | —                     | —                     | —                     | —                     | —                     | —                     | —                     | —                     |                   |               | Épicentre         |
| 2023  | Se mélanger                            | —                     | —                     | 50                    | —                     | —                     | —                     | —                     | —                     | —                     | —                     | —                     | —                     |                   |               | Épicentre         |
| 2023  | Parce que c'est toi                    | —                     | —                     | 46                    | —                     | —                     | —                     | —                     | —                     | —                     | —                     | —                     | —                     |                   |               | Épicentre         |
| 2023  | Un ange est parmi les hommes           | —                     | —                     | 34                    | —                     | —                     | —                     | —                     | —                     | —                     | —                     | —                     | —                     |                   |               | Épicentre         |
| 2024  | Chez toi, chez moi (feat. Fally Ipupa) | —                     | —                     | 65                    | —                     | —                     | —                     | —                     | —                     | —                     | —                     | —                     | —                     |                   |               |                   |

## Collaborations
| Année | Single                                                               | Classement des ventes | Classement des ventes | Classement des ventes | Classement des ventes | Album                                        |
| Année | Single                                                               | France                | France TL             | BEL/Wa                | Suisse                | Album                                        |
| ----- | -------------------------------------------------------------------- | --------------------- | --------------------- | --------------------- | --------------------- | -------------------------------------------- |
| 2004  | You & me bubblin' (avec Linkup feat. Blue)                           | 13                    | —                     | —                     | —                     | Guilty                                       |
| 2004  | Chanter qu'on les aime (au sein du Collectif A.M.A.D.E.)             | 5                     | —                     | 9                     | 28                    | Hymne à l'enfance                            |
| 2005  | Protège-toi (au sein du Collectif Protection Rapprochée)             | 24                    | —                     | —                     | —                     | —                                            |
| 2005  | Et puis la terre (au sein du Collectif A.S.I.E.)                     | 2                     | —                     | 2                     | 8                     | —                                            |
| 2006  | It's alright (Ricky Martin feat. M. Pokora)                          | 4                     | —                     | 11                    | 18                    | Player                                       |
| 2006  | Oh (Remix) (Ciara feat. M. Pokora)                                   | 48                    | —                     | 3                     | 11                    | Player                                       |
| 2006  | L'Or de nos vies (au sein du Collectif Fight Aids Monaco)            | 5                     | 40                    | 14                    | 43                    | —                                            |
| 2006  | raïnbfever.com (Amine feat. M. Pokora)                               | —                     | —                     | —                     | —                     | Raï N'B Fever 2                              |
| 2007  | Ne me dis pas (Tyron Carter feat. M. Pokora)                         | 24                    | —                     | —                     | —                     | Mon Hold-Up                                  |
| 2007  | Girls (Lady Sweety feat. M. Pokora)                                  | —                     | —                     | —                     | —                     | Lady Sweety                                  |
| 2007  | Je fais de toi mon essentiel (Live) (Emmanuel Moire feat. M. Pokora) | —                     | —                     | —                     | —                     | Le Roi Soleil: De Versailles à Monaco (Live) |
| 2007  | S'aimer est interdit (Live) (Anne-Laure Girbal feat. M. Pokora)      | —                     | —                     | —                     | —                     | Le Roi Soleil: De Versailles à Monaco (Live) |
| 2008  | Let's get it started (Lazee feat. M. Pokora)                         | —                     | —                     | —                     | —                     | Setting Standards                            |
| 2010  | Un respect mutuel (au sein du Collectif Kilomaître Production)       | —                     | —                     | —                     | —                     | —                                            |
| 2010  | Talking about a revolution (au sein du Collectif AIDES)              | —                     | —                     | —                     | —                     | Message                                      |
| 2011  | Des ricochets (au sein du Collectif Paris Africa)                    | 5                     | 5                     | 25                    | —                     | Collectif Paris Africa pour l'UNNICEF        |
| 2012  | Wanna feel you now (Patricia Kazadi feat. M. Pokora)                 | —                     | —                     | —                     | —                     | Globetrotter                                 |
| 2015  | Everything i do (I Do it for you)                                    | —                     | —                     | —                     | —                     | Les Stars Font Leur Cinéma                   |
| 2020  | Juste une fois (Fally Ipupa feat. M. Pokora)                         | —                     | —                     | —                     | —                     | Tokooos II                                   |
| 2021  | Baila (Franglish feat. M. Pokora)                                    | —                     | —                     | —                     | —                     | Vibe                                         |
| 2022  | Plus jamais (Vegedream feat. M. Pokora)                              | —                     | —                     | —                     | —                     | La Boîte de Pandore                          |
| 2023  | Je te donne (Jenifer feat. M. Pokora)                                | 7                     | —                     | —                     | —                     | N°9                                          |
| 2023  | Comme d'habitude (Florent Pagny feat. M. Pokora)                     | —                     | —                     | —                     | —                     | 2bis                                         |
| 2024  | Zéro par mois (Robin feat. M. Pokora)                                | —                     | —                     | —                     | —                     | —                                            |
| 2024  | Chaque Seconde (Pierre Garnier feat. M. Pokora)                      | 34                    | —                     | 9                     | —                     | Chaque seconde                               |

note : classement du single de Ciara sur lequel figure en face A : Oh feat. Ludacris, et en face B Oh (Remix) feat. M. Pokora.

## Bande son
- 2006 : Astérix et les Vikings
  - Get down on it

- 2014 : Rio 2
  - Welcome back

- 2016 : Les Trolls
  - Je sens le feeling
  - Couleurs du bonheur

- 2019 : Le Premier oublié
  - Mama

- 2020 : Les Trolls 2 : Tournée mondiale
  - Les trolls veulent s'amuser
  - Chantez
  - Medley pop

- 2024 : Zorro
  - Zorro vive

## Participations
- 2007 : Le Roi Soleil : De Versailles à Monaco (Live)

1. Je fais de toi mon essentiel
2. S'aimer est interdit
3. Un geste de vous
4. Tant qu'on rêve encore
5. L'or de nos vies

- 2012 : Le Bal des Enfoirés

1. Elle me dit
2. L'horloge tourne
3. Les bals populaires
4. La jument de michao (version basque) [Medley]

- 2012 : Génération Goldman

1. Envole-moi
2. Famille

- 2013 : La Boîte à musique des Enfoirés

1. Jeanne
2. Envole-moi
3. C moi
4. Ma direction (Medley)

- 2013 : Forever Gentlemen

1. Singin' in the rain

- 2014 : Bon anniversaire les Enfoirés

1. Qu'est ce qu'on fout à strasbourg
2. Il faut savoir
3. La chanson du bénévole
4. Tombé sous le charme
5. La marseillaise

- 2015 : Sur la route des Enfoirés

1. Ça ira mon amour
2. La chanson des restos (revisitée) (Medley)
3. L'aziza
4. L'amour à la machine
5. Le graal
6. Toute la vie

- 2015 : Les Stars Font Leur Cinéma

1. (Everything i do) I do it for you

- 2016 : Au rendez-vous des Enfoirés

1. Si maman si
2. Désenchantée
3. L'Île déserte (Sketch)
4. La Visite médicale de Jean-Marc (Sketch)
5. Andalouse
6. La poupée
7. Les Barbies (Sketch)
8. Liberté

- 2017 : Gregory Lemarchal: 10 ans après, l'histoire continue

1. "(Écrit l'histoire feat. New Poppys)"

- 2017 : Mission Enfoirés

1. Je ne suis pas un héros
2. Hello
3. Bella
4. Chaque jour de plus

- 2024 : On a 35 ans !

1. Coup de vieux
2. Jusqu’au dernier
3. Une histoire d’amour
4. Born to be alive
5. Ton fils
6. Set fire to the rain
7. La chanson des restos

- 2025 : Au pays des Enfoirés !

1. Entrer dans la lumière
2. Love'n'Tendresse
3. Nous voyageons de ville en ville
4. En feu
5. Ceux qu'on était
6. Pas eu le temps
7. Le monde demain
8. La chanson des restos
9. Le monde demain (Instrumentale)
10. Le monde demain (PBO)